# David Davidovich Burliuk
David Davidovich Burliuk (Дави́д Дави́дович Бурлю́к; 21 tháng 7 năm 1882 - 15 tháng 1 năm 1967) là một nhà thơ, nghệ sĩ và nhà báo người Nga gốc Ukraina gắn liền với các phong trào chủ nghĩa Vị lai và Tân Nguyên thủy. Burliuk được coi là "cha đẻ của chủ nghĩa vị lai Nga".

## Tiểu sử

### Thời thơ ấu
David Burliuk sinh ngày 21 tháng 7 năm 1882 tại làng Riabushky (gần Lebedyn, Ukraina) thuộc tỉnh Kharkov của Đế quốc Nga. Gia đình Burliuk có năng khiếu nghệ thuật; hai anh trai của ông Nikolai và Volodimir Burliuk cũng là những nghệ sĩ tài năng. Bên nhà nội của Burliuk là hậu duệ của người Cossack Ukraina nắm giữ các vị trí hàng đầu trong Hetmanate. Mẹ của ông Ludmyla Mikhnevich là người gốc Belarus.

### Sự nghiệp
Năm 1907, ông bắt đầu tiếp xúc với thế giới nghệ thuật Nga; ông đã gặp và kết bạn với Mikhail Larionov, và cả hai đều được coi là những người có công lớn trong việc đưa thế giới nghệ thuật đương đại lại gần nhau. Năm 1908, một cuộc triển lãm với nhóm Zveno ("Liên kết") tại Kiev được tổ chức bởi David Burliuk cùng với Wladimir Baranoff-Rossine, Alexander Bogomazov, anh trai ông là Volodymyr (Wladimir) Burliuk và Aleksandra Ekster. Cuộc triển lãm đã thất bại, đặc biệt là vì tất cả họ đều là những họa sĩ vô danh. Nhà Burliuk và Larionov đã rời đến nhà của hai anh em nói trên ở Chernianka, còn được gọi là Hylea; trong thời gian lưu trú này, tác phẩm của họ trở nên mang tính Tiên phong hơn. Mùa thu năm đó, khi đến thăm Ekster, họ đã tổ chức một cuộc triển lãm diễn ra trên phố; cuộc triển lãm đã thành công và đã kiếm đủ tiền để đến Moscow.
Nhóm văn học theo chủ nghĩa vị lai Hylaea (Гилея [Gileya]) được David Burlyuk và anh em của ông khởi xướng vào năm 1910 tại điền trang của họ gần Kherson, và nhanh chóng có sự tham gia của Vasily Kamensky và Velimir Khlebnikov, sau đó có Aleksey Kruchenykh và Vladimir Mayakovsky tham gia vào năm 1911. Ngay sau đó, nhóm này chuyển sang trường phái Lập thể-Vị lai văn học, hình thức chủ nghĩa vị lai đang phổ biến vào lúc đó ở Nga.
Từ đầu đến cuối, chủ nghĩa Lập thể-Vị lai luôn mang một vẻ gì đó tai tiếng. Các nghệ sĩ và nhà thơ đã làm công chúng phẫn nộ khi đi lại ở nơi công cộng trong trang phục lố bịch và vẽ hình lên mặt, bằng cách viết những vở kịch mà công chúng không thể hiểu được (nổi tiếng nhất là Chiến thắng Mặt trời, về một nhóm những người theo chủ nghĩa vị lai muốn phá hủy lý trí), và bằng những cuộc ẩu đả giữa họ và khán giả trong buổi đọc thơ của họ. Trong những năm 1913–1914, Mayakovsky, Kamensky và Burliuk quyết định đi lưu diễn thơ; cơn thịnh nộ gần như luôn xảy ra sau đó, ngay cả khi Mayakovsky đọc Pushkin. Alexander Rodchenko sau đó tuyên bố rằng buổi đọc thơ cụ thể đó "là lần đầu tiên tôi thấy một khán giả cuồng nhiệt, giận dữ như vậy". Ngay cả trong Thế chiến thứ nhất, các hoạt động của họ vẫn tiếp tục: tại Bữa tiệc Giáng sinh năm 1915 do Lilya và Osip Brik tổ chức, cây thông được treo ngược từ mái nhà xuống và khách đến có cài rau trong lỗ khuy áo và trang điểm kỳ lạ. Chủ nghĩa vị lai Nga chỉ kết thúc sau Cách mạng năm 1917.
Từ năm 1910, ông là thành viên của nhóm Jack of Diamonds, và từ năm 1910 đến năm 1911, ông theo học Trường Nghệ thuật ở Odessa. Sau năm 1911, David tập trung vào thơ ca và tuyên ngôn, và vào dịp Giáng sinh, ông đã làm quen với Benedikt Livshits, một nhà thơ. Từ năm 1911 đến năm 1913, ông theo học tại Trường Hội họa, Điêu khắc và Kiến trúc Moscow (MUZHVZ), và năm đó tham gia cuộc triển lãm nhóm Blaue Reiter tại Munich, có sự tham gia của anh trai ông là Wladimir. Ông cũng đóng góp một bài viết cho Blaue Reiter Almanac.
Năm 1913, ông và Mayakovsky bị đuổi khỏi Học viện Nghệ thuật. Cùng năm đó, Burliuk thành lập nhóm nhà văn theo chủ nghĩa tương lai Hylaea để thành lập công ty xuất bản. Năm 1914, ông và anh trai Wladimir minh họa tác phẩm Tango với những chú bò của Kamensky, và năm 1915 Burliuk xuất bản cuốn sách The Support of the Muses in Spring, với phần minh họa của Aristarkh Lentulov và David và Wladimir Burliuk.

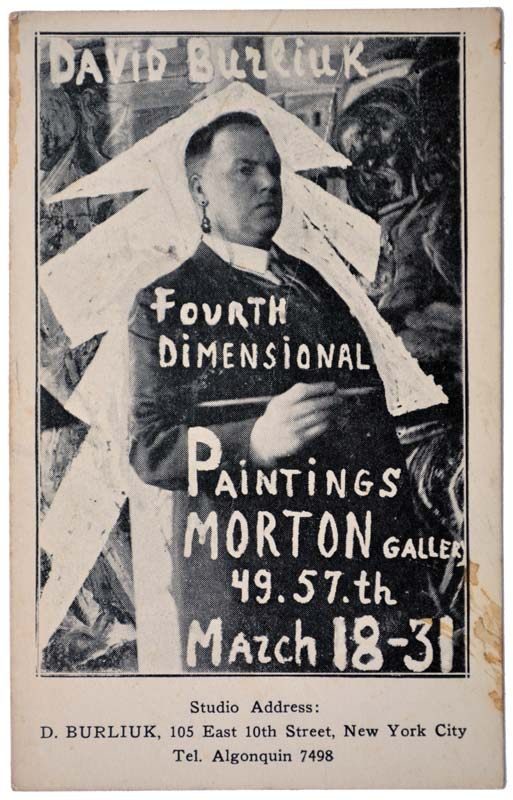
Áp phích quảng cáo cho Phong cách vô tuyến bốn chiều của Burliuk.

Từ năm 1915 đến năm 1917, ông sống ở Ural với những chuyến đi thường xuyên đến Moscow và Petrograd (St. Petersburg). Năm 1917, ông tham gia triển lãm cùng nhóm Jack of Diamonds tại phòng triển lãm nghệ thuật ở Moscow, trong đó có Aleksandra Ekster và Kazimir Malevich.
Năm 1916, anh trai của ông là Wladimir Burliuk phải nhập ngũ và đã tử trận trong Thế chiến thứ nhất tại Saloniki vào năm 1917. Năm sau đó, sau sự sụp đổ của chủ nghĩa vô chính phủ (ông đã kết bạn với những người theo chủ nghĩa vô chính phủ trong thời gian ông sống trong một ngôi nhà bỏ hoang), Burliuk đã trốn khỏi Nga và bắt đầu hành trình đến Hoa Kỳ qua Siberia, Nhật Bản và Canada cho đến tận năm 1922 mới thành công. Ông vẫn giữ liên lạc với những người theo chủ nghĩa vị lai đồng nghiệp của mình ở Nga và mặc dù không biết một từ tiếng Anh nào, ông đã kết bạn với nghệ sĩ và nhà tài trợ Katherine Dreier, khẳng định vị thế của mình trong số những nghệ sĩ của đất nước đó. Năm 1922, ông định cư tại Hoa Kỳ.
Năm 1925, Burliuk là người đồng sáng lập Hiệp hội các bậc thầy cách mạng Ukraina (ARMU) cùng với các thành viên Alexander Bogomazov, Vasiliy Yermilov, Vadym Meller, Alexander Khvostenko-Khvostov và Palmov Victor. Năm 1927, ông tham gia triển lãm Xu hướng nghệ thuật mới nhất tại Bảo tàng Nga ở Leningrad (St. Petersburg) cùng với Kazimir Malevich, Aleksandr Shevchenko và Vladimir Tatlin. Burliuk là tác giả của các tiểu phẩm tự truyện Tổ tiên tôi, Bốn mươi năm: 1890–1930.
Burliuk sống ở Hampton Bays tại Long Island khoảng 20 năm cho đến khi ông qua đời tại Bệnh viện Southampton ở Southampton, New York. Nhà và studio của ông vẫn còn tồn tại đến ngày nay.

## Di sản
Trong thơ ca Nga, Burliuk được coi là một người tiên phong. Năm 1990, Viện Hàn lâm Thơ ca Tương lai Nga đã thành lập Giải thưởng David Burliuk (Otmetina) dành cho thơ thử nghiệm được trao hàng năm.

## Tác phẩm

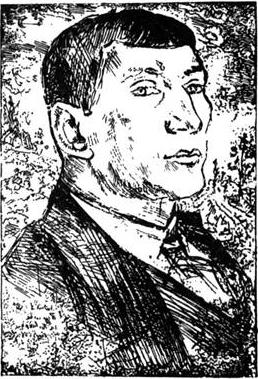
Benedict Livshits (1911)
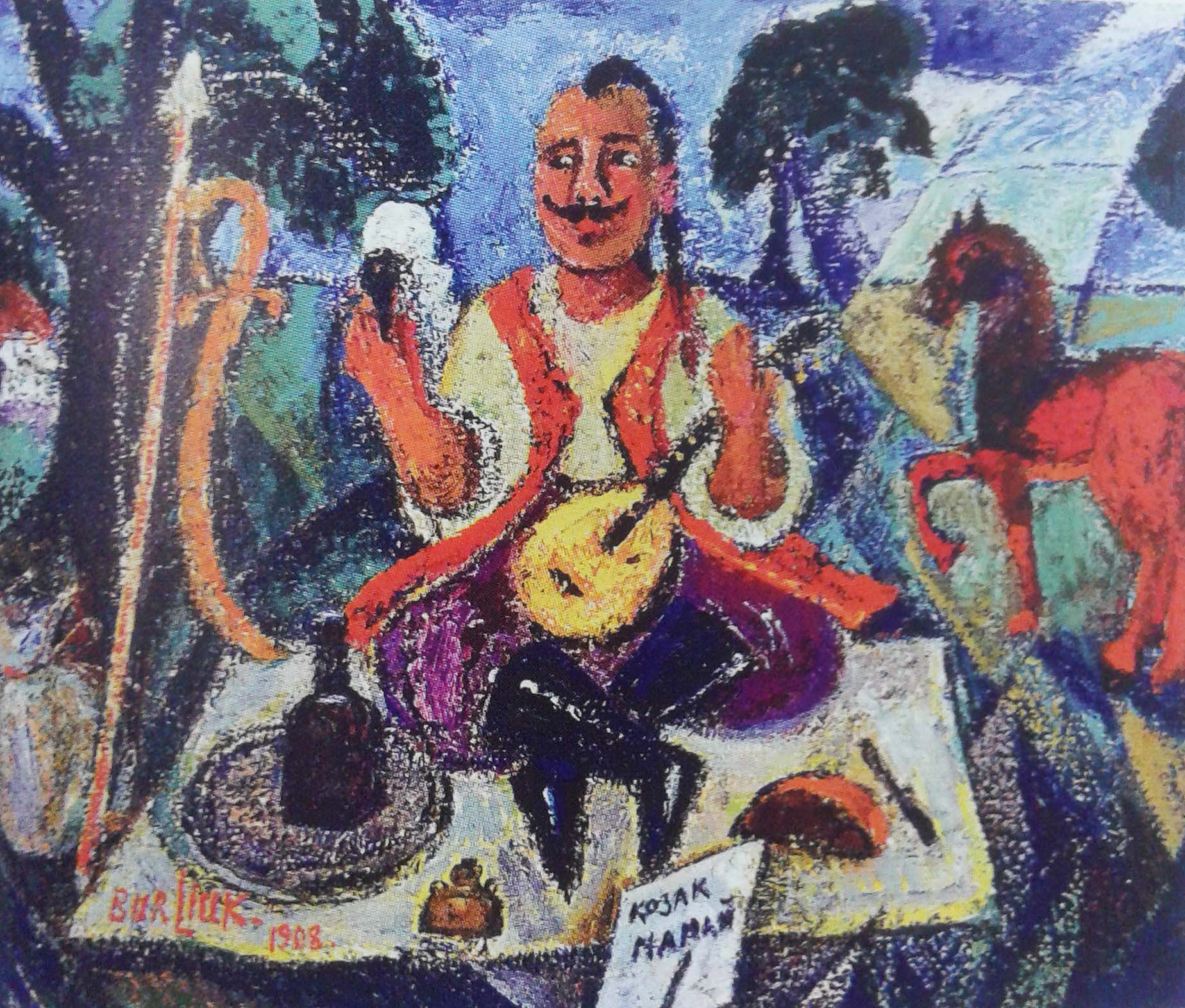
My Cossack Ancestor (1912)
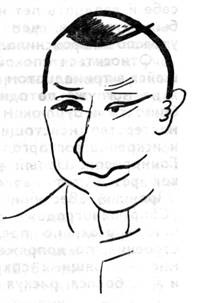
Vladimir Burliuk (1913)
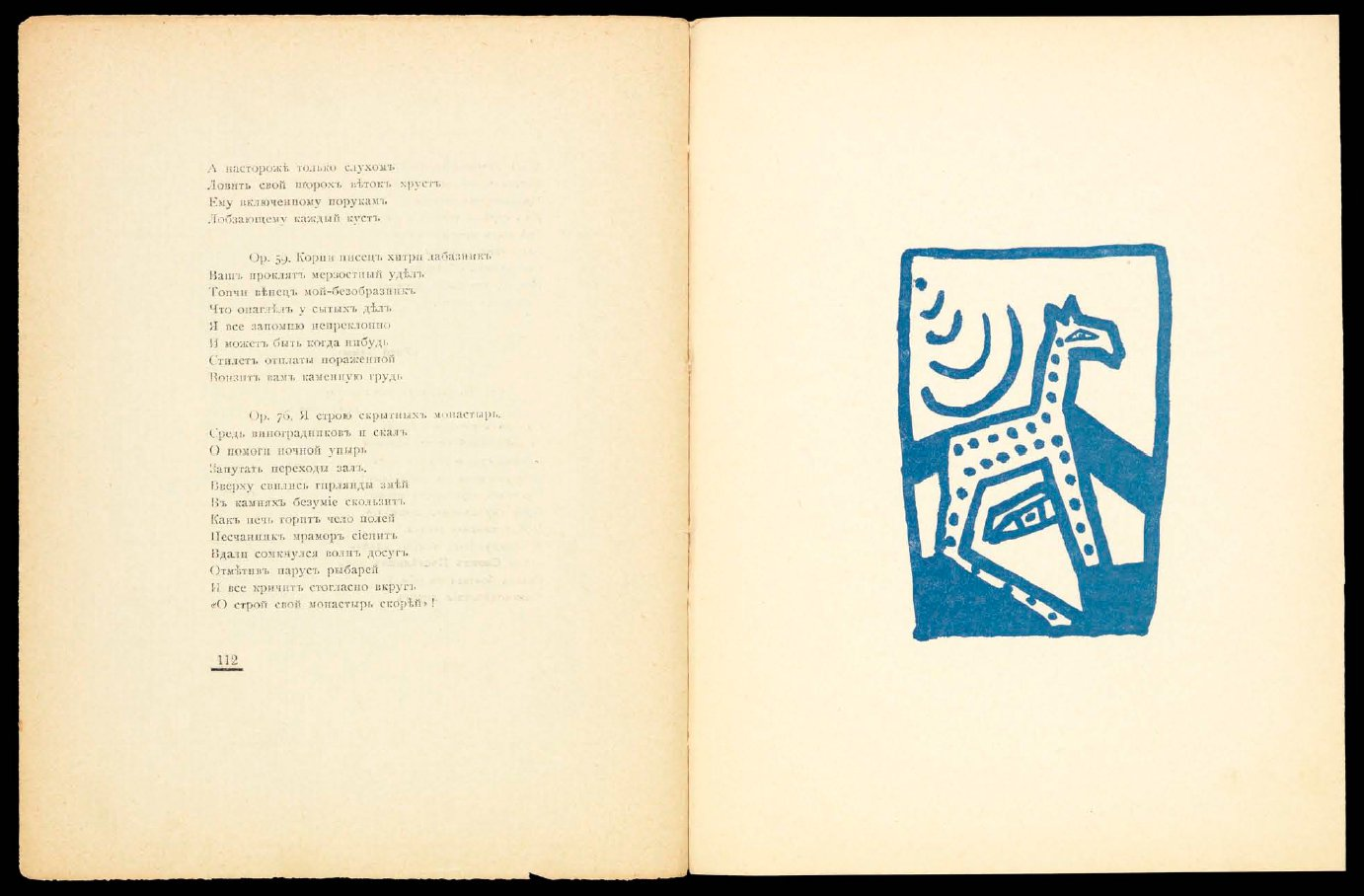
2-page spread from Dokhlaya Luna (1913)
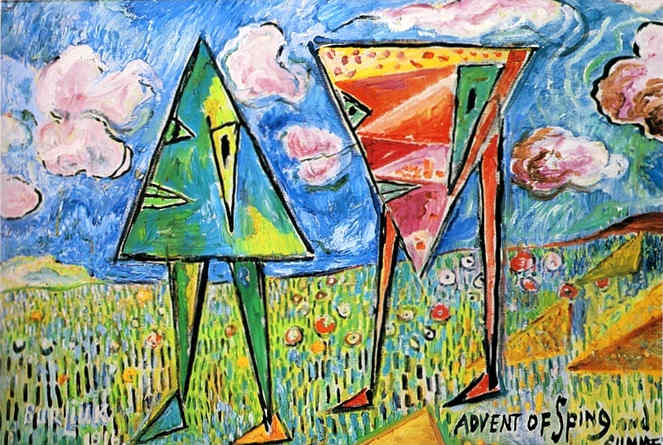
Spring (1914)
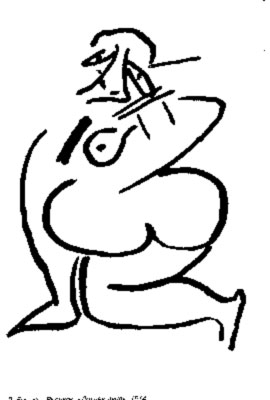
Dokhlaya Luna (1914)
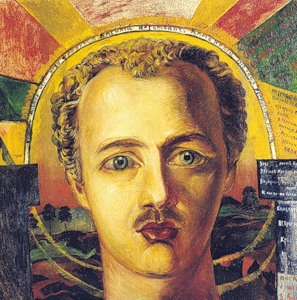
Portrait of Vasily Kamensky (1917)